# 田中稔 (ジャーナリスト)
田中 稔（たなか みのる、1959年 - ）は、日本のジャーナリスト、「社会新報」編集長、「月刊社会民主」編集長を兼務。

## 来歴・活動
- 千葉県生まれ。中央大学法学部卒業。[2]。
- 1988年、日本社会党（現・社会民主党）中央本部書記局に入局。同党機関紙である「社会新報」編集長（現職）。
- 自社さ連立政権時、首相・村山富市の公邸付秘書を務めた。
- 日米安保を巡る防衛利権の構造を精力的に取材[3]。『憂国と腐敗　日米防衛利権の構造』（2009年、第三書館、共著）を出版した。
- 原発の警備会社の経営者が2012年3月、田中の執筆した週刊金曜日掲載の記事[4]について、田中個人に対して6700万円の損害賠償を求める名誉毀損訴訟を起こした。米国のジャーナリスト保護委員会が言論妨害事件と位置づけた[5]。フランスのNGO国境なき記者団は同年7月、このスラップを批判し、裁判の中断を東京地裁に求めるプレスリリースを発表した。アメリカのNGOフリーダム・ハウスもこの裁判を問題視した[6]。2013年8月、原発スラップ訴訟の原告は訴えを取り下げ、裁判は終結した。
- 2018年11月25日、『隠蔽と腐敗　防衛省＝「日報」から「イージス・アショア」へ』(第三書館）を出版した。
- 2019年9月20日、『忖度と腐敗　モリカケから「望月衣塑子」現象まで』(第三書館）を出版した。

## 著書・共著・長期連載
- 『「憂国」と「腐敗」 日米防衛利権の構造』(共著、第三書館 2009年)ISBN 978-4807409013
- 『亡国の武器輸出～防衛装備移転三原則は何をもたらすか』(共著、合同出版 2017年)
- 『隠蔽と腐敗　防衛省＝「日報」から「イージス・アショア」へ』(単著、第三書館 20１８年) https://www.nikkan-gendai.com/articles/view/book/244962
- 『忖度と腐敗　モリカケから「望月衣塑子」現象まで』(単著、第三書館　２０１９年）https://www.nikkan-gendai.com/articles/view/book/265442